# Živica (Lučani)
Pour les articles homonymes, voir Živica.
Živica (en serbe cyrillique : Живица) est un village de Serbie situé dans la municipalité de Lučani, district de Moravica. Au recensement de 2011, il comptait 260 habitants.

## Démographie
| 1948 | 1953 | 1961 | 1971 | 1981 | 1991 | 2002 | 2011 |
| ---- | ---- | ---- | ---- | ---- | ---- | ---- | ---- |
| 510  | 534  | 534  | 486  | 439  | 333  | 300  | 260  |

|  |